# Revolta de la Pungești
Revolta de la Pungești a izbucnit la câteva zile după ce compania americană Chevron a obținut permisul de construcție a sondelor de explorare a gazelor de șist în județul Vaslui. Mai mult decât atât, compania a obținut toate avizele necesare de la autoritățile statului pentru explorarea solului în perimetrul Siliștea. Protestatarii au intitulat aceste manifestații drept Mișcarea de rezistență de la Pungești.

## Desfășurare

### Octombrie
Manifestațiile au început cu aproximativ 150 de protestatari, pe 14 octombrie 2013, aceștia blocând accesul utilajelor Chevron pentru instalarea sondelor de explorare. Protestele au escaladat în următoarele trei zile. Astfel, pe 16 octombrie, peste 500 de săteni din Pungești și din localitățile vecine, la care s-au alăturat zeci de activiști din Bârlad, Iași și București, au format un scut uman în fața buldozerelor. Imediat au fost mobilizați peste 200 de jandarmi, deoarece drumul județean ce leagă localitățile Vaslui și Gârceni era blocat de către protestatarii agitați. De asemenea, jandarmii au format un cordon menit să elibereze traficul. Protestatarii au încercat să rupă cordonul, moment în care jandarmii au intervenit în forță. În ciocnirile dintre protestatari și jandarmi, 10 de persoane au fost rănite, inclusiv un bătrân de 81 de ani care a suferit un atac de panică. Jurnaliștii de la Realitatea TV au relatat că bătrânul ar fi murit câteva ore mai târziu la Spitalul de Urgență din Vaslui, informație care s-a dovedit falsă.
Protestatarii echipați cu mâncare, haide groase și corturi au continuat protestul în timpul nopții. De asemenea, aceștia au creat pe Internet canalul Pungești TV, care relata 24 de ore din 24 evenimentele din Pungești.
După ce Chevron a anunțat suspendarea lucrărilor în zonă, conflictele au scăzut în intensitate. Această perioadă de acalmie a durat doar o lună.

### Decembrie
Pe data de 2 decembrie, când Chevron a hotărât reluarea operațiunilor de explorare, un impresionant convoi de jandarmi, polițiști și pompieri s-a deplasat în zonă, la ora 4 dimineața, pentru a securiza deplasarea utilajelor companiei Chevron și evacuarea protestatarilor. Jandarmii au ocupat satul, blocând toate punctele de acces, împiedicând accesul sau ieșirea din perimetru pentru 24 de ore.
Ulterior, alte zeci de localnici au venit la fața locului, fiind chemați de oamenii din tabără. Aproximativ 100 de săteni au blocat drumul, încercând să obstrucționeze accesul utilajelor Chevron pe terenul concesionat. Sute de jandarmi au fost mobilizați la fața locului și au somat protestatarii să deblocheze drumul. Aceștia au fost înlăturați cu forța de pe terenul adiacent zonei de explorare Chevron. Deși inițial jandarmii au negat folosirea forței, martorii susțin contrariul, unii protestatari afirmând că au fost bătuți. În urma incidentelor dintre protestatarii furioși și jandarmi, două persoane au fost rănite și transportate la spital, iar alte 30 au fost arestate, la șase dintre acestea întocmindu-se dosare penale.
După retragerea efectivelor de jandarmi, drumul județean DJ 159 a fost blocat cu garduri metalice. Presa nu a fost lăsată de forțele de ordine să pătrundă în zonă.
Victor Ponta i-a felicitat pe jandarmi pentru modul în care au acționat, declarând că independența energetică este un proiect național. "Nu vom accepta ca 20, 30, 50, 70 de oameni să încalce legea!", le-a transmis premierul.
Casa Jurnalistului a realizat un reportaj amplu despre Revolta de la Pungești și intervenția Jandarmeriei pe parcursul protestelor. Jurnaliștii au descris evenimentul în felul următor: un sat din România a fost ocupat de trupe guvernamentale, care au înlocuit autoritățile locale și au instituit neoficial stare de urgență, pentru a ajuta compania Chevron să înceapă operațiunile de explorare a gazelor de șist [...] au blocat drumurile de acces și au patrulat nonstop pe dealuri. Cine îndrăznea să iasă pe uliță era urmărit și legitimat. Nu lăsau pe nimeni să treacă “granița”, fie că erau localnici, jurnaliști sau copii care mergeau la școală. Sătenii spun că au fost copii care n-au putut s-ajungă la școală din cauza blocadei. Proprietarul terenului, pe care se aflau protestatarii, spune că a fost arestat și amendat pe propriul teren.
La 7 decembrie, aproape 300 de oameni, veniți din mai multe zone din țară, au participat, împreună cu localnicii, la un protest față de explorarea gazelor de șist de la Pungești, în Vaslui. Unii dintre ei au devenit violenți, au aruncat cu pietre și au pătruns pe un teren privat unde se află utilajele Chevron. Mulțimea a rupt gardul care împrejmuia terenul concesionat companiei Chevron. Compania a anunțat că își suspendă temporar activitatea. În cursul zilei de sâmbătă, 22 de protestatari de la Pungești au fost duși la sediul Inspectoratului de Poliție al Județului Vaslui, unde au fost audiați. 14 dintre ei au fost acuzați de ultraj contra bunelor moravuri și tulburarea ordinii și liniștii publice, 7 persoane au fost amendate (valoarea amenzilor este între 500 și 5.000 de lei), iar o persoană a fost acuzată de port ilegal de arma albă.
Aproape 250 de protestatari anti-gaze de șist s-au adunat, în aceeași zi, în Piața Universității, în semn de solidaritate cu manifestanții din Pungești. Ei au vrut să se îndrepte spre Piața Victoriei pentru a protesta în fața Guvernului, însă au fost opriți de jandarmi. În Piața Universității s-a scandat „Jos Guvernul trădător!”, „Criminalilor!” și „Jandarmeria apără hoția!”. Au existat îmbrânceli între protestatari și jandarmi.
La 8 decembrie 2013, compania Chevron a anunțat că și-a reluat activitatea în comuna Pungești. Drept urmare, activiștii au încercat să se replieze și să protesteze în localități învecinate, însă demersurile lor au fost împiedicate de jandarmi. O echipă de jurnaliști de la televiziunea publică a fost bruscată de jandarmi și i-a fost interzisă filmarea în zonă. Sătenii spun că au fost agresați de forțele de ordine.
Conducerea Poliției Vaslui a emis o dispoziție prin care comuna Pungești devine „zonă specială de siguranță publică”, fapt ce presupune controlul strict al oamenilor și vehiculelor care tranzitează localitatea.
Pentru a doua zi la rând, aproximativ o sută de persoane au ieșit în stradă la Piața Universității din Capitală pentru a manifesta solidaritate cu cei de la Pungești care reclamă abuzuri ale Jandarmeriei. Ei se plâng că nu au voie să iasă din casă fără să fie percheziționați și fără să le spună jandarmilor unde merg: «La fiecare casă e un jandarm».
Pachetul de lângă Judecătoria Vaslui a intentat urmărirea penală pentru 37 de persoane care au protestat în data de 7 decembrie 2013, la Pungești. 28 de protestatari sunt anchetați pentru distrugerea gardului împrejmuitor al terenului concesionat companiei Chevron și pentru ultraj, iar ceilalți nouă manifestanți vor fi cercetați pentru ultraj contra bunelor moravuri; fiind acuzați astfel de agresarea angajaților Jandarmeriei și pe cei ai companiei subcontractate Chevron.

## Reacții

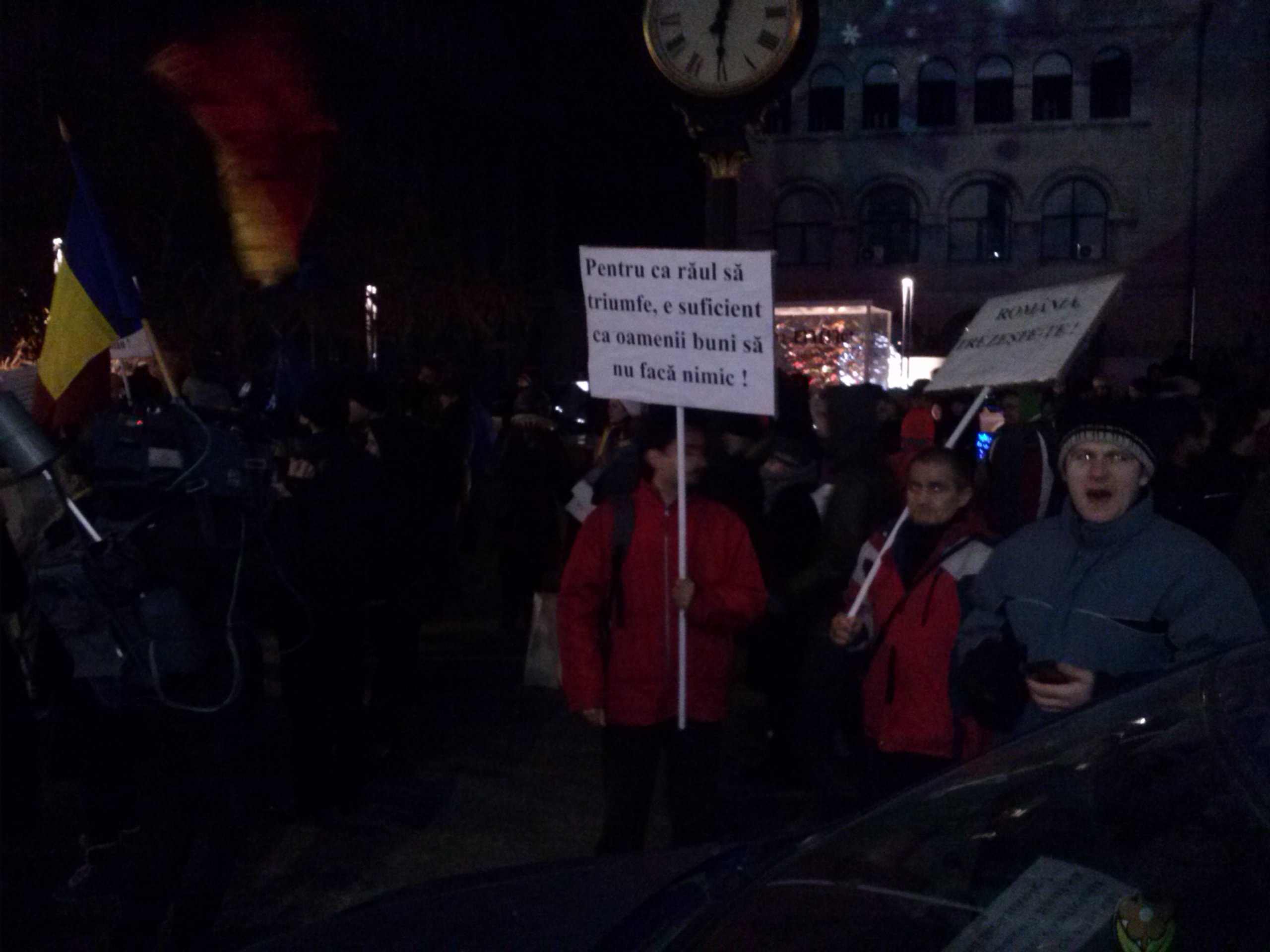
Proteste în Piața Universității în semn de solidaritate cu sătenii din Pungești. Citatul Pentru ca răul sa triumfe este suficient ca cei buni să nu facă nimic îi aparține lui Edmund Burke.

Printre opozanții proiectului de le Pungești, dar și cei care au condamnat abuzurile autorităților față de protestatari, se numără: politicieni, reprezentanți ai societății civile, Casa Regală, artiști, profesori, studenți ,localnici, clerici, activiști ecologiști, atât la nivel național cât și internațional (europarlamentari, oficiali ai UE, organizații neguvernamentale internaționale, diaspora românească).

### Proteste de solidaritate
Proteste de solidaritate au avut loc în București, Cluj-Napoca, Timișoara și Sibiu. si Madrid. În București, peste 4.000 de persoane s-au adunat în Piața Universității, de unde au mărșăluit spre sediul Guvernului. În timpul acestei manifestări traficul a fost blocat, fiind deviat de polițiști pe rute ocolitoare. Demonstranții au fost însoțiți de către jandarmi pe toată durata protestului. Într-o încercare de a elibera Piața Victoriei, lucrurile s-au precipitat. Protestatarii s-au ciocnit cu jandarmii, iar o femeie a leșinat. Protestatarii au cerut demisia lui Victor Ponta, acuzându-l de trădare și minciună. Ei amenință radicalizarea manifestațiilor după modelul grecesc și au scandat lozinci precum "Ultima soluție, înc-o revoluție" sau "Ponta și Băsescu lângă Ceaușescu".
Într-un document semnat și parafat de directorul Școlii nr. 1 din Pungești apare faptul că liderii Inspectoratului Școlar Vaslui interzic elevilor și profesorilor plecarea de la ore pentru a se alătura protestului împotriva gazelor de șist. În timpul unei întâlniri a consiliului local a fost semnată o hotărâre care interzicea exploatarea gazelor de șist în comună. De asemenea, un consilier a cerut demiterea primarului printr-un referendum. Prim-ministrul a solicitat un raport de la Ministrul de Interne, Radu Stroe, despre modul în care jandarmii au acționat la Pungești în acțiunea din 16 octombrie.
Reprezentanții companiei Chevron au anunțat pe 17 octombrie că suspendă toate activitățile de explorare a gazelor de șist de la Siliștea. În comunicatul de presă compania a declarat că "prioritatea noastră este aceea de a dezvolta operațiunile în siguranță pentru angajați, subcontractori și comunitate". Totuși, compania a declarat că intenționează să urmeze alte operațiuni de explorare și nu exclude posibilitatea de a se întoarce la Pungești.

### Petiții
Pe pagina oficială Avaaz, o organizație civică globală, la momentul scrierii articolului, peste 19.300 de oameni au semnat o petiție prin care se cere interzicerea oricărei tehnologii de fracturare hidraulică în România. Creată de asociația România Fără Ei, petiția condamnă și ignoranța autorităților, urmând a fi transmisă Parlamentului României. O altă petiție pe același portal, a strâns, la momentul scrierii articolului, peste 46.200 de semnături prin care se reclamă abuzul autorităților și oprirea companiei Chevron. Petiția, scrisă în limba engleză, cere sprijinul comunității internaționale și este adresată Parlamentului European, Comisiei Europene, Subcomisiei pentru Drepturile Omului a PE și „tuturor celorlalte organizații neguvernamentale pentru drepturile omului.”

### Organizații neguvernamentale
Incidentul din 2 decembrie a avut ecou și la nivel internațional, Greenpeace, organizație care militează pentru conservarea mediului, a condamnat incidentul ca fiind „un abuz serios împotriva libertății de exprimare” citată de presa franceză și reamintind că avizele sunt în prezent contestate în instanță.

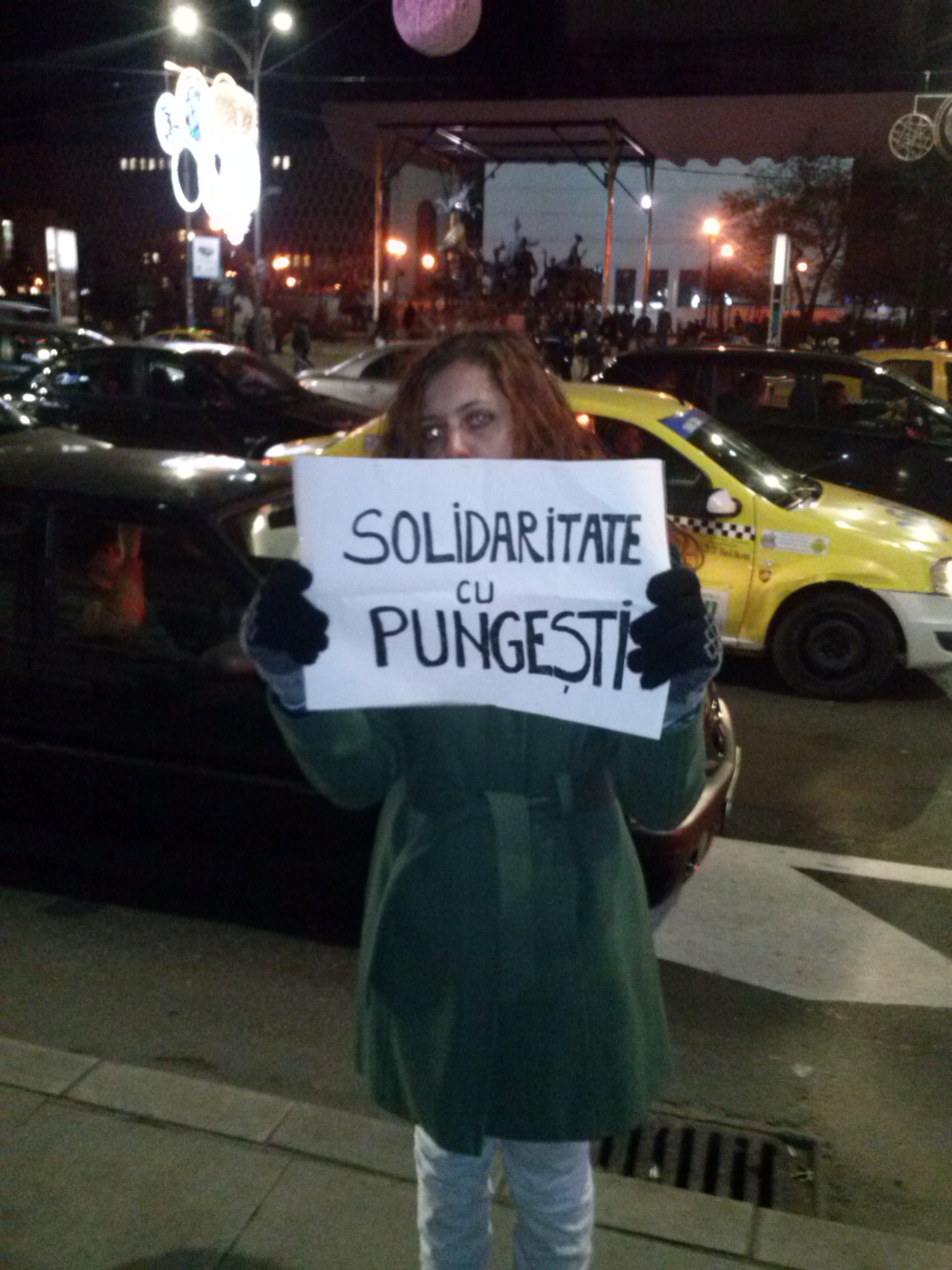
Activistă solidară cu oamenii din Pungești in Piața Universității

Virgil Vinersariu și Paul Iurea, activiști ecologiști de la asociația Vama Verde au acuzat jandarmii din Pungești de furt calificat. Potrivit acestora, din corturile în care se adăposteau, le-au fost sustrași 60 de saci cu alimente, îmbrăcăminte, aparatură electrică și chiar jucării pentru copii. Asociația Vama Verde a emis un comunicat la 5 decembrie 2013 care consemnează următoarele: Cer o anchetă internă în cadrul jandarmilor care au dormit în Tabăra Mișcării de Rezistență de la Pungești (după evacuarea forțată a femeilor, bătrânilor și copiilor), pentru depistarea și tragerea la răspundere a angajaților ce au intrat abuziv pe un teren privat, au dormit în corturile taberei și care au mâncat pateurile de ficat, pâinea, slănina, brânza și ceapa activiștilor și a țăranilor! Mai mult decât atât, au adus injurii scriind cu cărbunele (din lemnul ars în soba improvizată) «Ce bun a fost fraierilor!» Lipsesc și hainele și jucăriile din sacii de ajutoare pe care le-au primit ca donație din Suedia și România! Cei care au adus ajutoarele și cei din tabăra de rezistență vor să depună plângere penală împotriva jandarmilor pentru comiterea infracțiunii de furt calificat.
La 5 decembrie 2013 patru ONG-uri, ActiveWatch, APADOR-CH, Miliția Spirituală și Funky Citizens, i-au cerut ministrului Administrației si Internelor (MAI), Radu Stroe, să ordone declanșarea unei anchete cu privire la faptele comise de jandarmii care au acționat în comuna vasluiană Pungești începând de luni noaptea, date fiind suspiciunile privind abuzuri ale acestora. Semnatarii scrisorii au semnalat fapte care, daca sunt confirmate, au un caracter de abuz fără precedent in Romania ultimilor 20 de ani: interzicerea deplasării cetățenilor în spațiul public, prin blocarea circulației între doua sate învecinate ale aceleiași comune. Ei mai solicită premierului Victor Ponta, să se abțină de la concluzii privind justețea intervenției jandarmilor la Pungești până la publicarea unui anchete și ca rezultatele anchetelor să fie făcute publice în regim de urgență pentru a nu lăsa să se dezvolte la nivelul populației ideea eșecului statului de drept din România.
La 10 decembrie 2013, organizațiile APADOR-CH și ActiveWatch solicită Guvernului demiterea Ministrului Afacerilor Interne, Radu Stroe, pentru abuzurile de la Pungești. APADOR-CH și ActiveWatch consideră că Ministerul Afacerilor Interne a instituit această zonă specială prin aplicarea abuzivă a Ordinului nr. 60/ 2010 privind organizarea și executarea activităților de menținere a ordinii și siguranței publice. Cu ocazia împlinirii a 65 de la semnarea Declarației Universale a Drepturilor Omului de România, organizațiile reclamă faptul că „recentele incidente de la Pungești sunt o dovadă în plus că legile ce reglementează dreptul cetățenilor de a protesta și de a se exprima liber sunt inadecvate”. Acestea condamnă conducerea M.A.I., „responsabilă de ilegalitățile pe care polițiștii și jandarmii le fac de mai bine de o săptămână în localitatea vasluiană Pungești.”
Asociația Pentru Apărarea Drepturilor Omului în România - Comitetul Helsinki a emis un raport despre evenimentele de la Pungești și să documenteze eventualele încălcări ale drepturilor omului. Reprezentanții asociației au intervievat atât localnicii cât și autoritățile și au ajuns la următoarele concluzii:
- Forțele de ordine au intervenit cu violență împotriva protestatarilor din comuna Pungești în mai multe rânduri. În contextul în care majoritatea localnicilor se tem să facă plângere, solicităm Parchetului de pe lângă Judecătoria Vaslui să se autosesizeze și să investigheze abuzurile forțelor de ordine asupra sătenilor (din informații publice reiese că Parchetul are în lucru zeci de dosare deschise protestatarilor și câteva plângeri împotriva jandarmilor depuse de protestatari activiști ecologiști).
- Drepturi fundamentale, prevăzute în Constituție, ale localnicilor comunei Pungești (fie ei protestatari sau nu) sunt încălcate. Localnicilor li s-au restrâns dreptul la liberă circulație (Art. 25), dreptul la libertatea de exprimare (Art. 30), dreptul la informație (Art. 31), dreptul la liberă întrunire (Art.39) . Sub pretextul menținerii ordinii publice și fără vreo informare publică oficială, sătenii trăiesc zi de zi ca sub asediu. APADOR-CH consideră că decizia autorităților de instituire a zonei speciale de siguranță publică este excesivă și solicită anularea ei. Amintim că restrângerea unor drepturi și libertăți fundamentale este acceptabilă, conform CEDO, numai dacă sunt îndeplinite simultan trei condiții: să fie prevăzută de lege, să urmărească un scop legitim și să fie necesară într-o societate democratică. Ultima dintre cele trei condiții presupune, printre altele și nevoia ca măsurile restrictive să fie proporționale cu scopul legitim urmărit.[50][51][52]

### Casa Regală
Casa Regală a emis un comunicat de presă prin deplânge situația localnicilor din Pungești și condamnă violențele împotriva cetățenilor ai Statului Român. Comunicatul mai notează, Suveranitatea aparține poporului care trebuie să fie consultat și ascultat în cazul oricărei decizii care îi poate afecta dreptul la sănătate și viitor.

### Politicieni
Fostul Ministru al Mediului, Sulfina Barbu, vicepreședinte PDL, a subliniat că acțiunile autorităților față de protestele anti-șist de la Pungești sunt anti-democratice. „Constituirea unei zone speciale de siguranță la Siliștea-Pungești este o măsură antidemocratică, o măsură care excede cadrul legislativ pe care îl avem în acest moment. Este democratic ca cetățenii să protesteze.” 
La 16 decembrie 2013, deputatul PV Remus Cernea a depus la Senat o lege simbolică „de solidarizare cu Pungești” cu articol unic: „Toți oamenii sunt egali, dar unii sunt mai egali decât alții”. Acesta a inițiat acțiunea în Parlament după o vizită la Pungești, împreună cu prințesa Brianna Caradja, unde au discutat cu localnicii și constatat abuzurile forțelor de ordine; descriind situația ca „o enclavă desprinsă de UE.”
Un grup de unsprezece europarlamentari verzi din cinci țări (Franța, Marea Britanie, Spania, Belgia și Luxemburg) au trimis o scrisoare deschisă către Președintele Parlamentului European, Martin Schulz, prin care aduc la cunoștință și condamnă modul în care Guvernul de la București acționează abuziv asupra cetățenilor dintr-o comunitate din România, Pungești, din cauza intereselor unei companii private, Chevron. Aceștia reclamă încălcarea statului de drept și încălcarea unor drepturi și libertăți ale cetățenilor europeni printre care: dreptul la integritate fizică, dreptul la proprietate privată, dreptul la liberă circulație, libertatea de exprimare și dreptul de a fi informat.

### Avocatul poporului
La 14 decembrie 2013, Avocatul Poporului s-a autosesizat în legătură cu evenimentele din Pungești și a demarat o anchetă pentru a verifica acuzațiile de abuz împotriva jandarmilor.

### Acțiuni judecătorești
Avocatul Simina Niculescu a atacat în instanță decizia de autorităților de institui zona specială de siguranță publică și a cerut instanței să ridice restricțiile de la Pungești. Judecătoria Vaslui a respins cererea de ridicare a restricțiilor, decizie atacată mai departe cu apel.

### Greva foamei
La 24 decembrie 2013, în Ajunul Crăciunului, aproximativ 19–30 de protestatari, membrii Mișcării de Rezistență de la Pungești, au intrat în grava foamei pentru a reclama instituirea zonei speciale de siguranță publică, și denunța abuzurile jandarmilor. Cei 30 de săteni și activiști se alătură lui Alexandru Popescu, activistul care a intrat în greva foamei în fața Teatrului Național din București, pe 22 decembrie. La Direcția de Sănătate Publică Vaslui au fost înregistrate cererile din partea protestatarilor care au anunțat intenția de a intra în greva foamei, pentru a fi asistați medical de urgență în caz de nevoie. Două persoane în vârstă au avut nevoie de îngrijiri medicale, pentru acestea solicitându-se ambulanța.
La momentul scrierii articolului, activistul Alexandru Popescu intra în cea de-a 13-a zi de grevă a foamei, după ce și-a petrecut ziua de Crăciun și Anul Nou în aceeași formă de protest.

## Cronologie
- 14 octombrie 2013: Circa 150 de localnici s-au opus accesului utilajelor de exploatare Chevron, blocând drumul județean.[69]
- 8 noiembrie 2013: Prefectura Vaslui a blocat organizarea referendumului în Pungești pe tema explorării gazelor de șist.[70]
- 2 decembrie 2013: Luni dimineață, la ora patru, au început lucrările la Pungești. Manifestanții aflați în corturi au fost ridicați cu forța de către jandarmi, doi protestatari fiind răniți.[71][72]
- 7 decembrie 2013: Chevron România anunță din nou suspendarea temporară a activităților de explorare din Siliștea, comuna Pungești (județul Vaslui), după violențele de sâmbăta dimineața.[20][73]
- 8 decembrie 2013: Chevron a anunțat printr-un comunicat acordat presei duminică dimineața, la ora 7.30, că a reluat activitatea în comuna Pungești.[19] Poliția a instituit o „zonă specială de siguranță publică” (comparabilă cu starea de urgență) pe raza localităților Pungești și Siliștea.[25]